# Frieseomelitta silvestrii
Frieseomelitta silvestrii är en biart som först beskrevs av Heinrich Friese 1902.  Frieseomelitta silvestrii ingår i släktet Frieseomelitta och familjen långtungebin. Inga underarter finns listade i Catalogue of Life.